# مهدی باقری (بازیکن فوتبال)
مهدی باقری (زادهٔ ۲۰ اسفند ۱۳۷۹) بازیکن فوتبال اهل  ایران است که در پست مهاجم برای باشگاه فوتبال شهرداری نوشهر در لیگ آزادگان بازی می‌کند
مهدی باقری اولین گل خود در لیگ برتر را برای باشگاه فوتبال هوادار مقابل تیم تراکتور به ثمر رساند، این بازی با نتیجه تراکتور ۴–۲ به پایان رسید، مهدی باقری در این مسابقه ۱۳ دقیقه بازی کرد و ۱ گل به ثمر رساند.